# 吉水神社

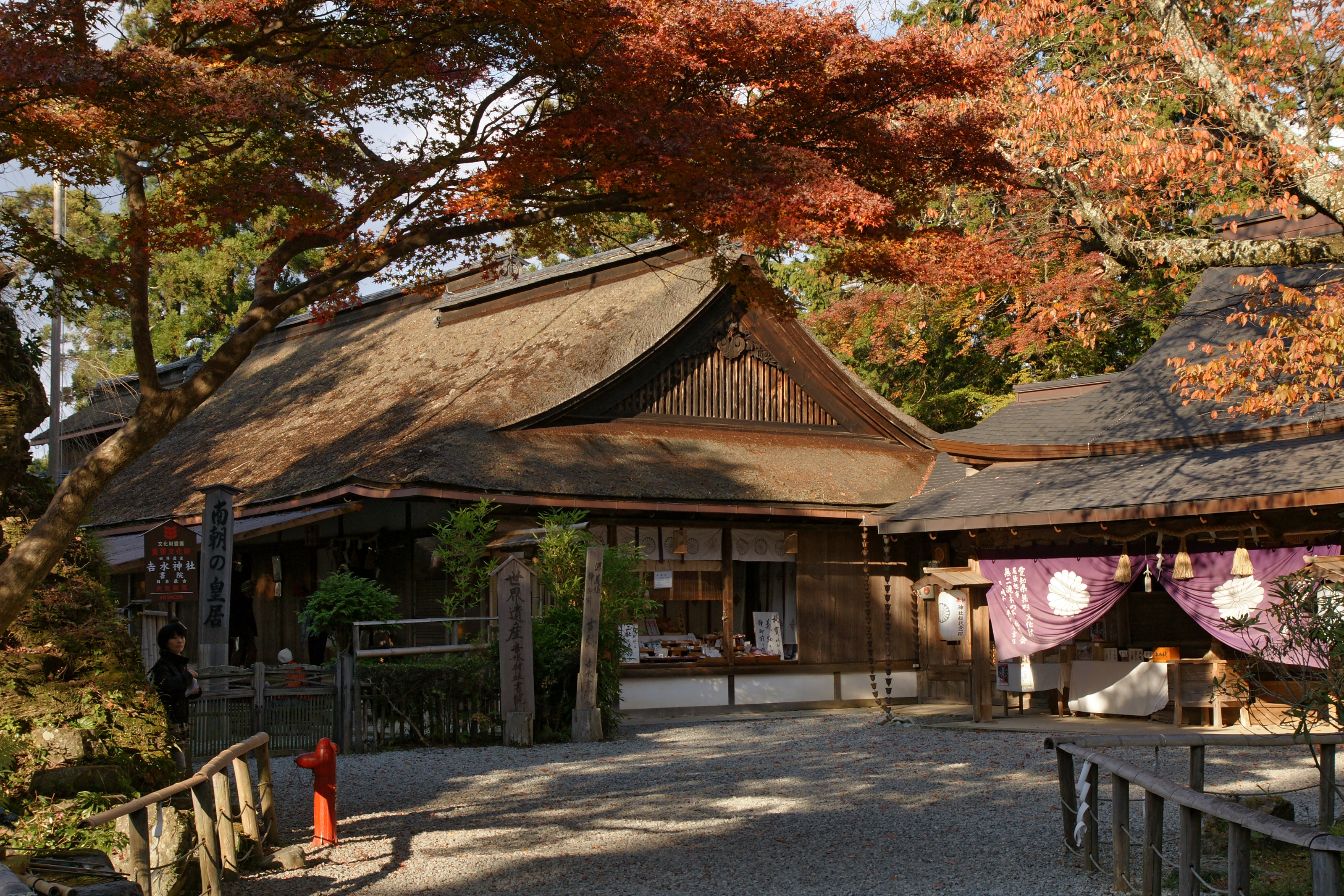
書院（國家重要文化財）

吉水神社（日语：／ Yoshi Mizu Jin Ja），是位於日本奈良縣吉野郡吉野町吉野山的神社，舊社格為村社。已列入世界遺產「紀伊山地的聖地及朝聖路」之一部分。「吉」的正確字型為（上土下口）。
原本為金峯山寺的僧房——吉水院（きっすいいん），明治維新時期因神佛分離（廢佛毀釋）影響，改為神社。主祭後醍醐天皇，配祀南朝的忠臣楠木正成與吉水院宗信法印。

## 概要
吉水神社，相傳為白鳳年間（8世紀後期）由役行者小角所創建的吉水院。南北朝時代，後醍醐天皇出逃到吉野，受到宗信法印的援護，於吉水院建立行宮為暫時的居所。後醍醐天皇駕崩後，後村上天皇製作了後醍醐天皇像，祀奉於吉水院。
進入明治時代後，由於用佛教儀式供養天皇一事被以神佛分離觀點檢討。明治四年（1871年）5月，五條縣向太政官政府提案將吉水院改為神社，並計劃另外創建奉祀後醍醐天皇的神社。太政官政府駁回了五條縣的提案，但因為撤廢金峯山寺是幾近不可能的，奈良縣仍將吉水院改組為神社，於明治六年（1874年）12月17日以後醍醐天皇社的名義得到太政官政府承認。明治八年（1875年）2月25日改稱為吉水神社，列為村社。。
除了後醍醐天皇，吉水神社也是與源義經躲避源賴朝之地，以及豐臣秀吉舉行吉野花見的本陣，有許多文化資產保存了下來。現存吉水神社本殿是原本的吉水院護摩堂。相鄰的書院為後醍醐天皇的御座間，以及傳聞為源義經躲藏的居所，現已指定為國家重要文化財。

## 文化財
重要文化財
- 書院：初期書院造中的傑作的書院建築。
- 色色威腹巻：源義経の鎧と伝わる。
- 傳後醍醐天皇御筆宸翰（日语：宸翰）消息。

## 外部連結
- 吉水神社官方網站 （页面存档备份，存于）
- 吉野山觀光協會 （页面存档备份，存于）
- 奈良縣觀光官方網站 （页面存档备份，存于）
- Japan Hoppers